# Las sergas de Esplandián
Las sergas de Esplandián (Le avventure di Esplandián) è un poema epico in lingua spagnola, scritto da Garci Rodríguez de Montalvo, ed è il quinto libro di una serie di romanzi cavallereschi spagnoli che ebbe inizio con Amadigi di Gaula. 
La prima edizione conosciuta di quest'opera era stata pubblicata a Siviglia nel luglio del 1510. 